# Sitges
Sitges – miasto i kąpielisko morskie w Hiszpanii, na Costa del Garraf, w regionie autonomicznym Katalonii, położone około 35 km na południowy zachód od Barcelony. W 2007 r. miasto liczyło 26 225 mieszkańców, z których blisko 35% pochodzi z Holandii, Francji, Wielkiej Brytanii i krajów skandynawskich. Początkami sięga czasów rzymskich; funkcjonował tu mały port rybacki. Od XIV w. Sitges było własnością hrabiego Barcelony.
Miejscowość letniskowa z piaszczystymi wąskimi plażami o długości ok. 4 km. Mnogość barów i knajpek przy malowniczych uliczkach Sitges jest celem eskapad nie tylko młodzieży z pobliskiej Barcelony. Burzliwe życie nocne i swobodna atmosfera oraz gościnność i tolerancja mieszkańców Sitges sprawiły, że miasto stało się jednym z najbardziej popularnych europejskich centrów turystyki gejowskiej.
Od ponad stu lat jednym z najważniejszych wydarzeń jest karnawał, rozpoczynający się corocznie w tłusty czwartek.
Od 1968 roku rokrocznie w październiku w Sitges odbywa się międzynarodowy festiwal filmów grozy i fantasy.

## Zabytki
- XVII-wieczny kościół świętego Bartłomieja i świętej Tekli (patronów miasta) z barokowymi ołtarzami, wybudowany tuż nad samym morzem
- ratusz miejski w stylu secesyjnym

## Współpraca
- Bagnères-de-Luchon, Francja

## Galeria

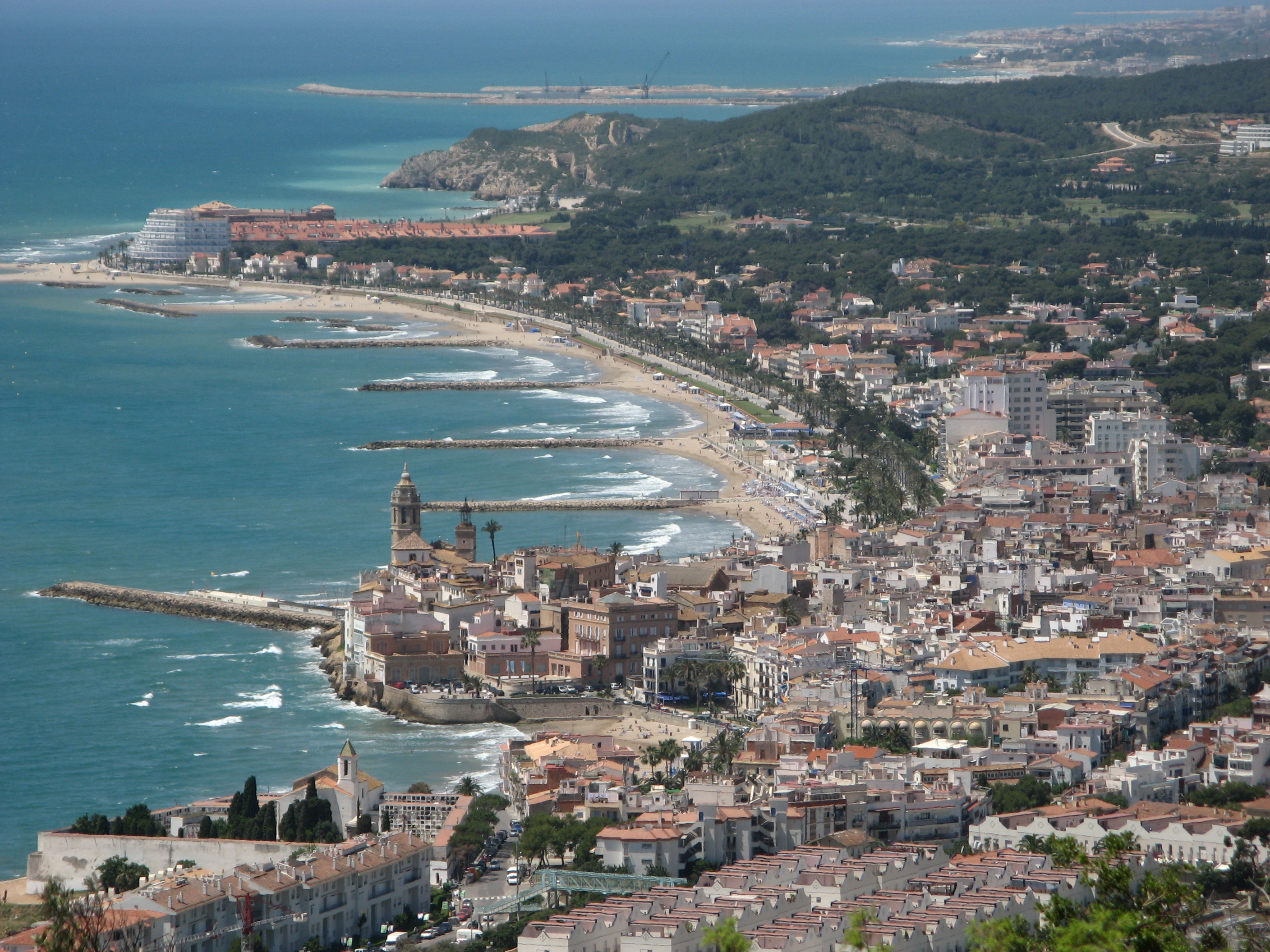
Panorama
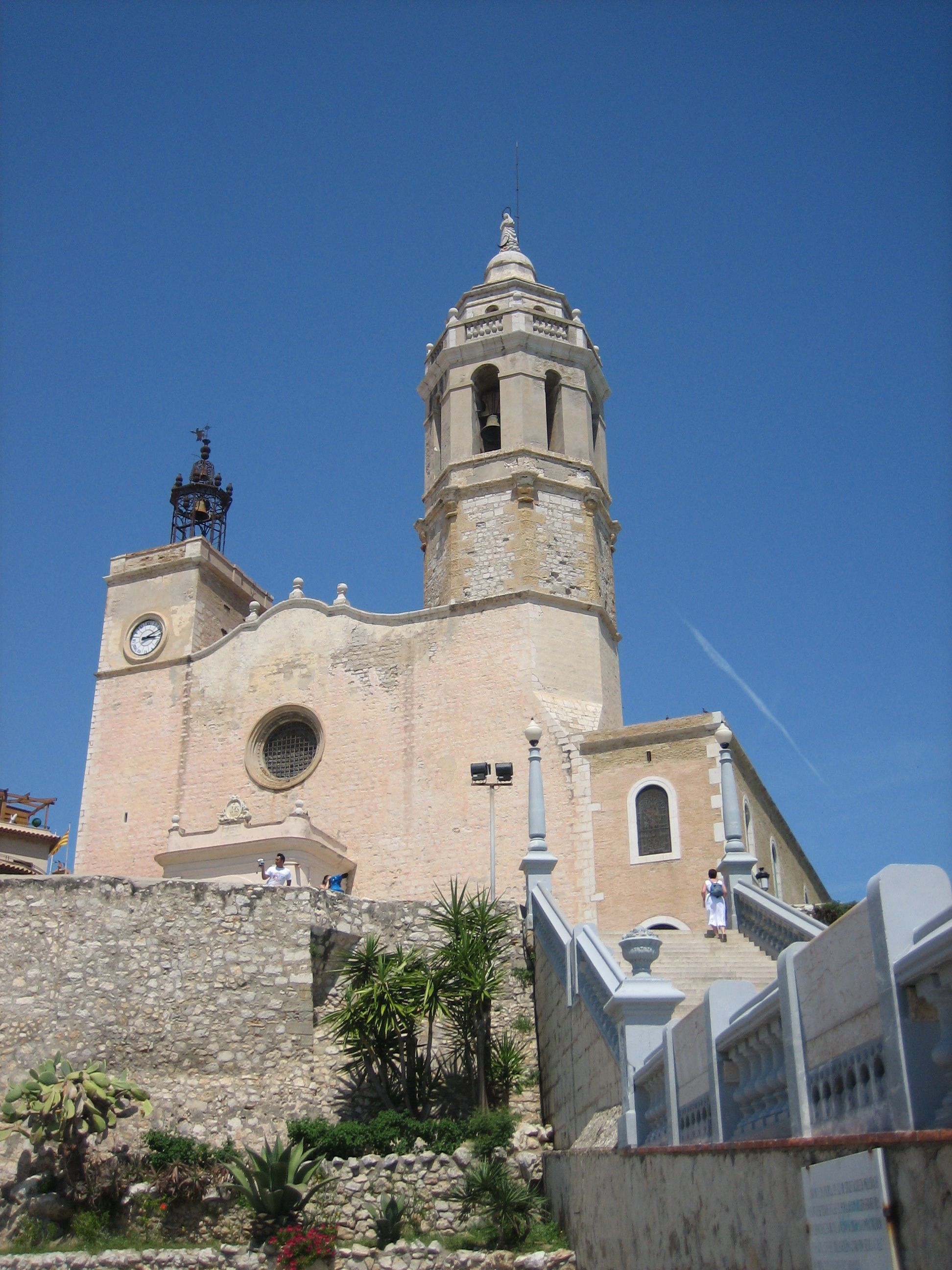
Kościół św. Bartłomieja i św. Tekli
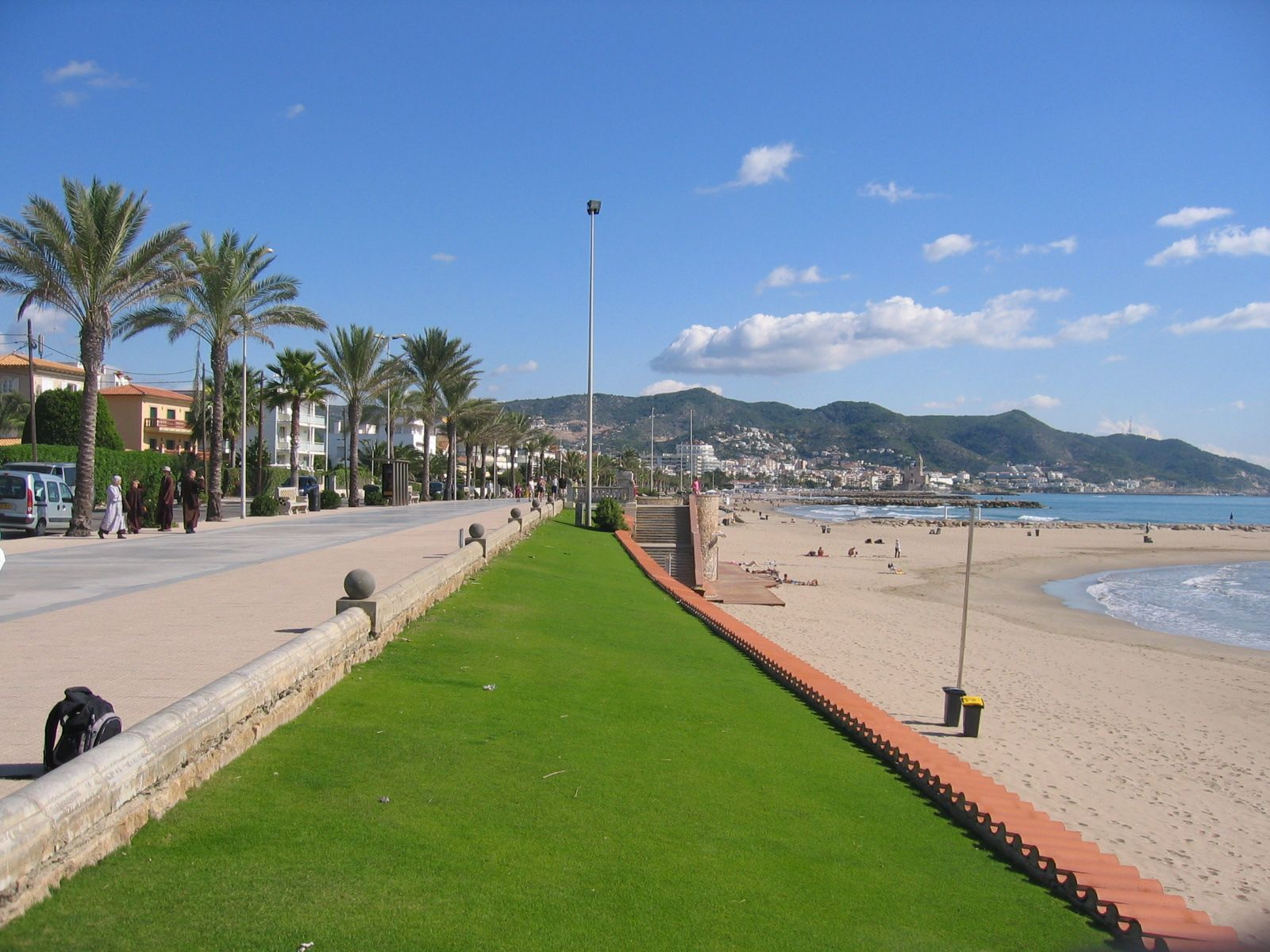
Promenada nadmorska
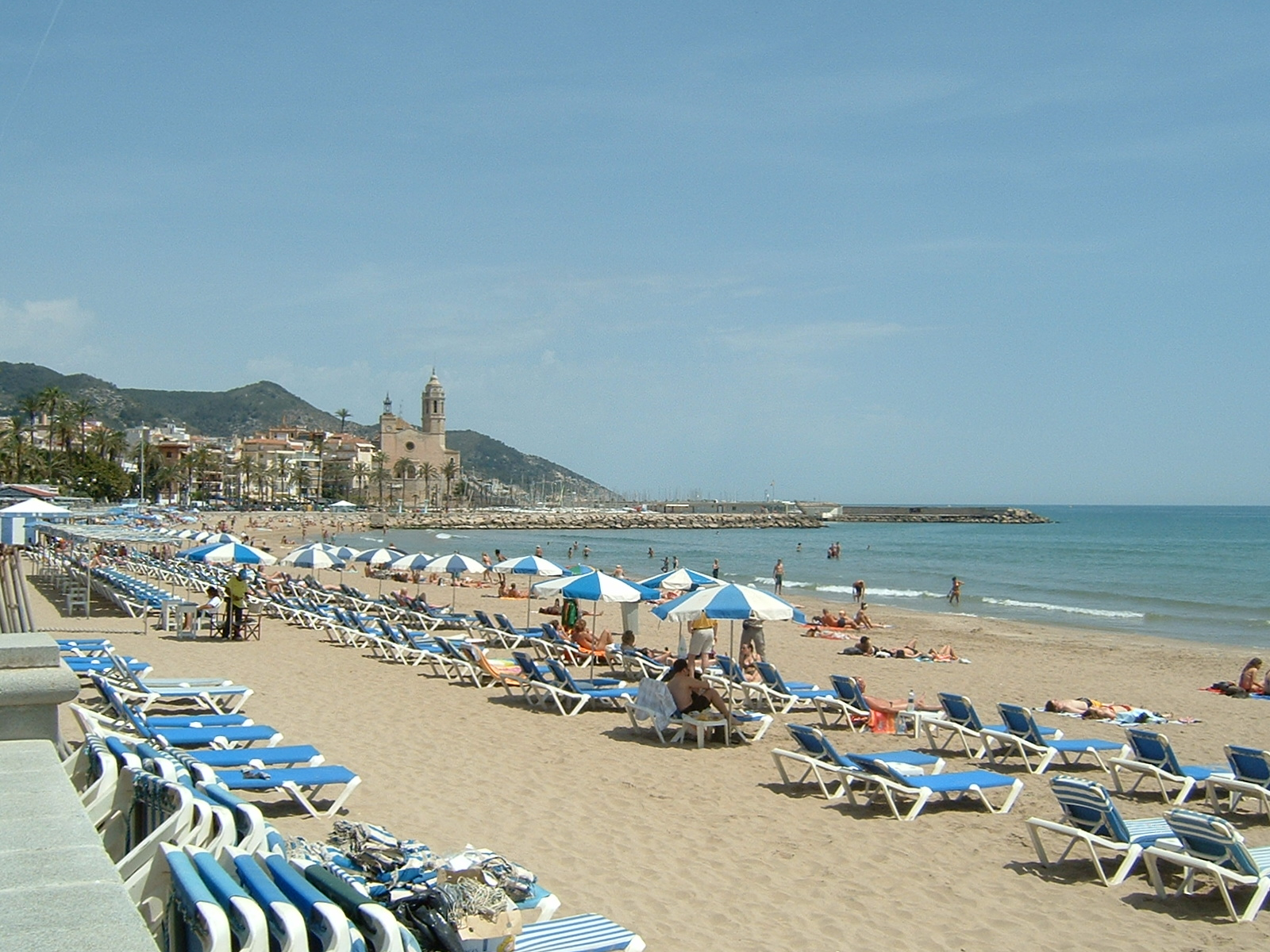
Plaża